# Бережинецька сільська рада
Бережине́цька сільська́ ра́да — колишня адміністративно-територіальна одиниця та орган місцевого самоврядування в Теофіпольському районі Хмельницької області. Адміністративний центр — село Бережинці.

## Загальні відомості
- Населення ради: 547 осіб (станом на 2001 рік)

## Населені пункти
Сільській раді були підпорядковані населені пункти:
- с. Бережинці
- с. Рідка

## Склад ради
Рада складалася з 12 депутатів та голови.
- Голова ради: Грисюк Юрій Леонтійович
- Секретар ради: Краков'ян Лариса Володимирівна

### Керівний склад попередніх скликань
| Прізвище, ім'я, по батькові | Основні відомості                                                                       | Дата обрання | Дата звільнення |
| --------------------------- | --------------------------------------------------------------------------------------- | ------------ | --------------- |
| Грисюк Юрій Леонтійович     | Сільський голова, 1963 року народження, освіта середня спеціальна, член Народної партії | 26.03.2006   | 31.10.2010      |
| Грисюк Юрій Леонтійович     | Сільський голова, 1963 року народження, освіта середня спеціальна, член Народної партії | 31.10.2010   |                 |

Примітка: таблиця складена за даними сайту Верховної Ради України

### Депутати
За результатами місцевих виборів 2010 року депутатами ради стали:

#### За суб'єктами висування
| Суб'єкт висування | Кількість обраних депутатів | %    |
| ----------------- | --------------------------- | ---- |
| Народна партія    | 7                           | 58,3 |
| Самовисування     | 5                           | 41,7 |

#### За округами
| № округу       | Прізвище, ім'я, по батькові    | Дата визнання обраним | Освіта             | Партійна приналежність | Відомості про обраного депутата                       |
| -------------- | ------------------------------ | --------------------- | ------------------ | ---------------------- | ----------------------------------------------------- |
| Народна Партія |                                |                       |                    |                        |                                                       |
| 1              | Сасюк Віра Петрівна            | 01.11.2010            | середня спеціальна | член Народної партії   | Бережинецька сільська рада, прибиральниця             |
| 2              | Ковальчук Надія Кирилівна      | 01.11.2010            | середня спеціальна | позапартійна           | Бережинецький навчально-виховний комплекс, вихователь |
| 3              | Краков'ян Лариса Володимирівна | 01.11.2010            | вища               | член Народної партії   | Бережинецька сільська рада, секретар                  |
| 4              | Семенюк Юлія Йосипівна         | 01.11.2010            | вища               | позапартійна           | Бережинецький навчально-виховний комплекс, директор   |
| 5              | Романчук Тарас Вікторович      | 01.11.2010            | вища               | член Народної партії   | Фермерське господарство «Обрій», голова               |
| 9              | Самчук Ольга Вікторівна        | 01.11.2010            | середня            | член Народної партії   | Сільський клуб с. Рідка, завідувачка                  |
| 11             | Баліцька Галина Миколаївна     | 01.11.2010            | середня спеціальна | позапартійна           | Бережинецька сільська рада, бухгалтер                 |
| Самовисування  |                                |                       |                    |                        |                                                       |
| 6              | Домбровська Майя Іванівна      | 01.11.2010            | середня спеціальна | позапартійна           | тимчасово не працює                                   |
| 7              | Теслюк Галина Федорівна        | 01.11.2010            | середня спеціальна | позапартійна           | ТОВ «Україна 2001», завідувачка МТФ                   |
| 8              | Тимощук Валентина Миколаївна   | 01.11.2010            | середня спеціальна | член Народної партії   | Бережинецький навчально-виховний комплекс, вчитель    |
| 10             | Семенюк Світлана Володимирівна | 01.11.2010            | вища               | позапартійна           | приватний підприємець                                 |
| 12             | Кец Людмила Вікторівна         | 01.11.2010            | незакінчена вища   | позапартійна           | Бережинецький навчально-виховний комплекс, вчитель    |